# 2016年リオデジャネイロパラリンピックのルワンダ選手団
2016年リオデジャネイロパラリンピックのルワンダ選手団（2016ねんリオデジャネイロパラリンピックのルワンダせんしゅだん）は、2016年9月7日から9月18日までブラジルのリオデジャネイロで開催された2016年リオデジャネイロパラリンピックルワンダ選手団の名簿。

## 選手団
- 人員: 選手 13人

## 種目別選手・スタッフ名簿及び成績

### 陸上競技
- ヘルマス・ムヴニ
  - （男子400m T45/46/47 切断・機能）失格 決勝敗退
  - （男子1500m T45/46 切断・機能）4分05秒19 自己ベスト 5位

### シッティングバレーボール
- 女子 予選グループ敗退
  - クラウディン・バズバギラ
  - イヴォンネ・イマニシムウェ
  - カーリン・クウィゼラ
  - リリアナ・ムコブワンカウェ
  - クラウディン・ムレブワイレ
  - アリス・ムサビエマリヤ
  - ザニンカ・ニクゼ
  - ビータ・ニナワバンツー
  - サンドリン・ニラムバルシマナ
  - ソランゲ・ニラネザ
  - アグネス・ニランシミイマナ
  - クレモンティーヌ・ウムトニ